# Chariesthes atroapicalis
Chariesthes atroapicalis là một loài bọ cánh cứng trong họ Cerambycidae.